# 토프카피 (영화)
《토프카피》(영어: Topkapi)는 1964년에 개봉한 미국의 하이스트 영화이다. 줄스 다신이 감독을 맡았으며, 에릭 앰블러의 소설 The Light of Day 가 영화의 원작이다.

## 출연
- 멜리나 메르쿠리
- 피터 유스티노프
- 막시밀리안 셸
- 로버트 몰리